# 蒙尚
蒙尚（法語：Montchamp，法語發音：[mɔ̃ʃɑ̃] ⓘ）是法国卡尔瓦多斯省的一个旧市镇，属于维尔区。2016年，蒙尚与临近的13个市镇合并为新市镇瓦尔达利耶尔。

## 地理
蒙尚（48°55'16"N, 0°45'58"W）面积16.2 平方千米，位于法国诺曼底大区卡爾瓦多斯省，该省份为法国西北部沿海省份，北濒大西洋英吉利海峡，东北与滨海塞纳省以海上边界相接，东临厄尔省，南至奧恩省，西与芒什省接壤。
与蒙尚接壤的市镇（或旧市镇、城区）包括：埃特里、蒙绍韦、普雷勒、圣夏尔德佩尔西。

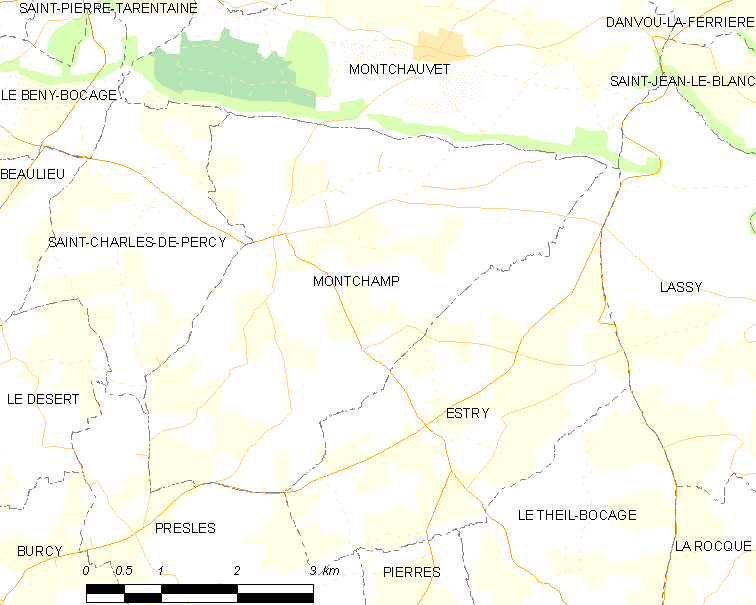
蒙尚的OSM定位图

蒙尚的时区为UTC+01:00、UTC+02:00（夏令时）。

## 行政
蒙尚的邮政编码为14350，INSEE市镇编码为14442。

## 政治
蒙尚所属的省级选区为诺曼底地区孔代县。

## 人口

1962-2008年间蒙尚人口变化图示

蒙尚于2018年1月1日时的人口数量为545人。